# Sterling (Utah)
Sterling è una città degli Stati Uniti d'America, situata nello Stato dello Utah, nella Contea di Sanpete.